# Klub Piłki Siatkowej Chemik Police 2019-2020
Questa voce raccoglie le informazioni riguardanti il Klub Piłki Siatkowej Chemik Police nelle competizioni ufficiali della stagione 2019-2020.

## Organigramma societario
Area direttiva
- Presidente: Paweł Frankowski

Area tecnica
- Allenatore: Ferhat Akbaş
- Allenatore in seconda: Marek Mierzwiński, Przemysław Kawka
- Scout man: Kacper Duda

Area sanitaria
- Preparatore atletico: Łukasz Filipecki
- Fisioterapista: Damian Musielak, Karol Subocz

## Rosa
| N° | Nome                  | Ruolo | Data di nascita  | Nazionalità sportiva |
| -- | --------------------- | ----- | ---------------- | -------------------- |
| 1  | Ewelina Polak         | P     | 17 aprile 1993   | Polonia              |
| 2  | Martyna Grajber       | S     | 28 marzo 1995    | Polonia              |
| 3  | Iryna Truškina        | C     | 3 dicembre 1986  | Ucraina              |
| 4  | Marlena Pleśnierowicz | P     | 9 gennaio 1992   | Polonia              |
| 6  | Agnieszka Bednarek    | C     | 20 febbraio 1986 | Polonia              |
| 7  | Oliwia Durka          | S     | 12 marzo 2002    | Polonia              |
| 7  | Katarzyna Połeć       | C     | 13 febbraio 1989 | Polonia              |
| 8  | Pola Nowakowska       | L     | 30 gennaio 1996  | Polonia              |
| 9  | Iga Chojnacka         | C     | 25 aprile 1994   | Polonia              |
| 10 | Wilma Salas           | S/O   | 9 marzo 1991     | Azerbaigian          |
| 11 | Martyna Łukasik       | O     | 26 novembre 1999 | Polonia              |
| 12 | Anna Łozowska         | C     | 16 marzo 1993    | Polonia              |
| 13 | Paulina Maj           | L     | 22 marzo 1987    | Polonia              |
| 14 | Natalia Kurnikowska   | S     | 13 gennaio 1992  | Polonia              |
| 17 | Gyselle Silva         | C/O   | 29 ottobre 1991  | Azerbaigian          |

## Risultati

### Liga Siatkówki Kobiet

#### Girone di andata
| 1ª giornata - 12 ottobre 2019 Hala Policach, Police      | Chemik Police      | 3 - 0 | PTPS           | 25-13, 25-15, 25-18               |
| 2ª giornata - 18 ottobre 2019 Arena Legionowo, Legionowo | Legionovia         | 2 - 3 | Chemik Police  | 26-24, 25-23, 18-25, 16-25, 8-15  |
| 3ª giornata - 26 ottobre 2019 Hala Policach, Police      | Chemik Police      | 3 - 0 | Wrocław        | 25-20, 25-20, 25-20               |
| 4ª giornata - 8 novembre 2019 Hala Łuczniczka, Bydgoszcz | Pałac Bydgoszcz    | 2 - 3 | Chemik Police  | 17-25, 25-21, 25-18, 19-25, 17-19 |
| 5ª giornata - 16 novembre 2019 Hala Policach, Police     | Chemik Police      | 3 - 1 | Wisła Warszawa | 21-25, 25-19, 25-18, 25-15        |
| 6ª giornata - 25 novembre 2019 Hala Podpromie, Rzeszów   | Developres Rzeszów | 0 - 3 | Chemik Police  | 26-28, 21-25, 23-25               |
| 7ª giornata - 30 novembre 2019 Hala Policach, Police     | Chemik Police      | 3 - 0 | Budowlani Łódź | 25-12, 25-21, 25-19               |
| 8ª giornata - 7 dicembre 2019 Hala Policach, Police      | Chemik Police      | 3 - 0 | BKS            | 25-14, 25-23, 25-18               |
| 9ª giornata - 11 dicembre 2019 Łódź Sport Arena, Łódź    | ŁKS                | 2 - 3 | Chemik Police  | 15-25, 23-25, 25-21, 25-21, 16-18 |
| 10ª giornata - 14 dicembre 2019 Hala Policach, Police    | Chemik Police      | 3 - 0 | Kalisz         | 25-18, 25-23, 25-14               |
| 11ª giornata - 23 ottobre 2019 Hala MOSiR, Radom         | Radomka            | 0 - 3 | Chemik Police  | 18-25, 17-25, 16-25               |

#### Girone di ritorno
| 12ª giornata - 30 ottobre 2019 Hala MOSiR, Piła              | PTPS           | 1 - 3 | Chemik Police      | 22-25, 26-24, 16-25, 21-25        |
| 13ª giornata - 13 novembre 2019 Hala Policach, Police        | Chemik Police  | 3 - 0 | Legionovia         | 25-12, 25-20, 25-15               |
| 14ª giornata - 18 gennaio 2020 Hala Orbita, Breslavia        | Wrocław        | 0 - 3 | Chemik Police      | 22-25, 11-25, 20-25               |
| 15ª giornata - 24 gennaio 2020 Hala Policach, Police         | Chemik Police  | 3 - 0 | Pałac Bydgoszcz    | 25-20, 25-23, 25-21               |
| 16ª giornata - 29 gennaio 2020 Łódź Sport Arena, Łódź        | Wisła Warszawa | 0 - 3 | Chemik Police      | 13-25, 19-25, 11-25               |
| 17ª giornata - 2 febbraio 2020 Hala Policach, Police         | Chemik Police  | 2 - 3 | Developres Rzeszów | 25-21, 25-19, 14-25, 18-25, 8-15  |
| 18ª giornata - 9 febbraio 2020 Łódź Sport Arena, Łódź        | Budowlani Łódź | 0 - 3 | Chemik Police      | 21-25, 19-25, 19-25               |
| 19ª giornata - 16 febbraio 2020 Hala BKS Stal, Bielsko-Biała | BKS            | 0 - 3 | Chemik Police      | 21-25, 21-25, 19-25               |
| 20ª giornata - 23 febbraio 2020 Hala Policach, Police        | Chemik Police  | 3 - 2 | ŁKS                | 25-19, 19-25, 25-21, 22-25, 15-10 |
| 21ª giornata - 26 febbraio 2020 Arena Kalisz, Kalisz         | Kalisz         | 1 - 3 | Chemik Police      | 25-22, 20-25, 23-25, 17-25        |
| 22ª giornata - 29 febbraio 2020 Hala Policach, Police        | Chemik Police  | 3 - 0 | Radomka            | 25-20, 25-18, 25-23               |

### Coppa di Polonia

#### Fase a eliminazione diretta
| Quarti di finale - 12 febbraio 2020 Hala Policach, Police | Chemik Police | 3 - 0 | ŁKS                | 25-18, 25-11, 25-16               |
| Semifinali - 7 marzo 2020 Hala Sportowa PWSZ, Nysa        | SAN-Pajda     | 0 - 3 | Chemik Police      | 16-25, 13-25, 18-25               |
| Finale - 8 marzo 2020 Hala Sportowa PWSZ, Nysa            | Chemik Police | 3 - 2 | Developres Rzeszów | 21-25, 25-20, 19-25, 25-23, 15-13 |

### Supercoppa polacca

#### Fase a eliminazione diretta
| Finale - 6 ottobre 2019 Arena Kalisz, Kalisz | Chemik Police | 3 - 0 | ŁKS | 25-21, 25-18, 25-19 |

### Coppa CEV

#### Fase a eliminazione diretta
| Sedicesimi di finale (andata) - 4 dicembre 2019 Arena Szczecin, Stettino             | Chemik Police    | 3 - 1 | Galatasaray      | 25-20, 17-25, 25-19, 27-25        |
| Sedicesimi di finale (ritorno) - 17 dicembre 2019 Burhan Felek Spor Salonu, Istanbul | Galatasaray      | 2 - 3 | Chemik Police    | 25-19, 18-25, 25-19, 23-25, 12-15 |
| Ottavi di finale (andata) - 22 gennaio 2020 Hala Policach, Police                    | Chemik Police    | 3 - 0 | Haris            | 25-13, 25-16, 25-16               |
| Ottavi di finale (ritorno) - 5 febbraio 2020 Pabellón Pablos de Abril, San Cristóbal | Haris            | 1 - 3 | Chemik Police    | 27-25, 22-25, 17-25, 23-25        |
| Quarti di finale (andata) - 20 febbraio 2020 Dom odbojke Bojan Stranić, Zagabria     | HAOK Mladost     | 0 - 3 | Chemik Police    | 19-25, 13-25, 16-25               |
| Quarti di finale (ritorno) - 3 marzo 2020 Arena Szczecin, Stettino                   | Chemik Police    | 3 - 0 | HAOK Mladost     | 25-19, 25-18, 25-10               |
| Semifinali (andata)                                                                  | Chemik Police    | -     | Volero Le Cannet | annullata                         |
| Semifinali (ritorno)                                                                 | Volero Le Cannet | -     | Chemik Police    | annullata                         |

## Statistiche

### Statistiche di squadra
| Competizione          | Punti | In casa | In casa | In casa | In trasferta | In trasferta | In trasferta | Totale | Totale | Totale |
| Competizione          | Punti | G       | V       | P       | G            | V            | P            | G      | V      | P      |
| --------------------- | ----- | ------- | ------- | ------- | ------------ | ------------ | ------------ | ------ | ------ | ------ |
| Liga Siatkówki Kobiet | 60    | 11      | 10      | 1       | 11           | 11           | 0            | 22     | 21     | 1      |
| Coppa di Polonia      | -     | 1       | 1       | 0       | 0            | 0            | 0            | 3      | 3      | 0      |
| Supercoppa polacca    | -     | -       | -       | -       | -            | -            | -            | 1      | 1      | 0      |
| Coppa CEV             | -     | 3       | 3       | 0       | 3            | 3            | 0            | 6      | 6      | 0      |
| Totale                | -     | 15      | 14      | 1       | 14           | 14           | 0            | 32     | 31     | 1      |

G = partite giocate; V = partite vinte; P = partite perse

### Statistiche dei giocatori
| Giocatore        | Liga Siatkówki Kobiet | Liga Siatkówki Kobiet | Liga Siatkówki Kobiet | Liga Siatkówki Kobiet | Liga Siatkówki Kobiet | Coppa di Polonia | Coppa di Polonia | Coppa di Polonia | Coppa di Polonia | Coppa di Polonia | Supercoppa polacca | Supercoppa polacca | Supercoppa polacca | Supercoppa polacca | Supercoppa polacca | Coppa CEV | Coppa CEV | Coppa CEV | Coppa CEV | Coppa CEV | Totale | Totale | Totale | Totale | Totale |
| Giocatore        | P                     | PT                    | AV                    | MV                    | BV                    | P                | PT               | AV               | MV               | BV               | P                  | PT                 | AV                 | MV                 | BV                 | P         | PT        | AV        | MV        | BV        | P      | PT     | AV     | MV     | BV     |
| ---------------- | --------------------- | --------------------- | --------------------- | --------------------- | --------------------- | ---------------- | ---------------- | ---------------- | ---------------- | ---------------- | ------------------ | ------------------ | ------------------ | ------------------ | ------------------ | --------- | --------- | --------- | --------- | --------- | ------ | ------ | ------ | ------ | ------ |
| A. Bednarek      | 17                    | 70                    | 51                    | 14                    | 5                     | 1                | 2                | 1                | 0                | 1                | 1                  | 0                  | 0                  | 0                  | 0                  | 5         | 24        | 14        | 7         | 3         | 24     | 96     | 66     | 21     | 9      |
| I. Chojnacka     | 22                    | 175                   | 123                   | 35                    | 17                    | 3                | 35               | 25               | 10               | 0                | 1                  | 2                  | 0                  | 0                  | 2                  | 6         | 57        | 45        | 12        | 0         | 32     | 269    | 193    | 57     | 19     |
| O. Durka         | 0                     | 0                     | 0                     | 0                     | 0                     | 0                | 0                | 0                | 0                | 0                | 0                  | 0                  | 0                  | 0                  | 0                  | 0         | 0         | 0         | 0         | 0         | 0      | 0      | 0      | 0      | 0      |
| M. Grajber       | 19                    | 145                   | 122                   | 14                    | 9                     | 2                | 13               | 13               | 0                | 0                | 1                  | 1                  | 0                  | 1                  | 0                  | 6         | 37        | 28        | 0         | 9         | 28     | 196    | 163    | 15     | 18     |
| N. Kurnikowska   | 14                    | 110                   | 87                    | 7                     | 16                    | 2                | 25               | 18               | 2                | 5                | 1                  | 12                 | 1                  | 1                  | 10                 | 4         | 47        | 41        | 2         | 4         | 21     | 194    | 147    | 12     | 35     |
| A. Łozowska      | 0                     | 0                     | 0                     | 0                     | 0                     | 0                | 0                | 0                | 0                | 0                | 0                  | 0                  | 0                  | 0                  | 0                  | 0         | 0         | 0         | 0         | 0         | 0      | 0      | 0      | 0      | 0      |
| M. Łukasik       | 20                    | 105                   | 81                    | 15                    | 9                     | 2                | 9                | 6                | 2                | 1                | 0                  | 0                  | 0                  | 0                  | 0                  | 6         | 27        | 21        | 4         | 2         | 28     | 141    | 108    | 21     | 12     |
| P. Maj           | 22                    | 0                     | 0                     | 0                     | 0                     | 3                | 0                | 0                | 0                | 0                | 1                  | 0                  | 0                  | 0                  | 0                  | 6         | 0         | 0         | 0         | 0         | 32     | 0      | 0      | 0      | 0      |
| P. Nowakowska    | 13                    | 7                     | 4                     | 2                     | 1                     | 2                | 0                | 0                | 0                | 0                | 0                  | 0                  | 0                  | 0                  | 0                  | 5         | 8         | 7         | 1         | 0         | 20     | 15     | 11     | 3      | 1      |
| M. Pleśnierowicz | 20                    | 56                    | 24                    | 16                    | 16                    | 3                | 5                | 1                | 4                | 0                | 1                  | 6                  | 0                  | 3                  | 3                  | 6         | 10        | 5         | 2         | 3         | 30     | 77     | 30     | 25     | 22     |
| E. Polak         | 15                    | 9                     | 7                     | 1                     | 1                     | 2                | 0                | 0                | 0                | 0                | 0                  | 0                  | 0                  | 0                  | 0                  | 6         | 3         | 2         | 0         | 1         | 23     | 12     | 9      | 1      | 2      |
| K. Połeć         | 4                     | 21                    | 15                    | 6                     | 0                     | 1                | 6                | 6                | 0                | 0                | 0                  | 0                  | 0                  | 0                  | 0                  | 2         | 5         | 3         | 2         | 0         | 7      | 32     | 24     | 8      | 0      |
| W. Salas         | 18                    | 321                   | 281                   | 23                    | 17                    | 3                | 32               | 26               | 2                | 4                | 1                  | 14                 | 1                  | 0                  | 13                 | 5         | 77        | 64        | 9         | 4         | 27     | 444    | 372    | 34     | 38     |
| G. Silva         | 18                    | 249                   | 199                   | 26                    | 24                    | 3                | 43               | 37               | 3                | 3                | 1                  | 16                 | 0                  | 3                  | 13                 | 5         | 67        | 53        | 9         | 5         | 27     | 375    | 289    | 41     | 45     |
| I. Truškina      | 18                    | 130                   | 112                   | 14                    | 4                     | 3                | 29               | 25               | 3                | 1                | 1                  | 8                  | 0                  | 1                  | 7                  | 5         | 35        | 27        | 5         | 3         | 27     | 202    | 164    | 23     | 15     |

P = presenze; PT = punti totali; AV = attacchi vincenti; MV = muri vincenti; BV = battute vincenti